# Battaglia di Hoogstraten
La battaglia di Hoogstraten venne combattuta l'11 gennaio 1814 nell'ambito dei più ampi eventi della guerra della sesta coalizione.
Dopo il successo riportato nella battaglia di Arnhem il 30 novembre 1813, le truppe russo-prussiane del generale Friedrich Wilhelm von Bülow (appoggiate da un corpo di spedizione britannico sotto il generale Thomas Graham) inseguirono le unità francesi in ritirata dai Paesi Bassi in direzione del Belgio. L'11 gennaio 1814 le truppe di Bülow, divise in tre colonne, mossero sulle posizioni della divisione francese del generale François Roguet, attestata nella zona di Hoogstraten: ne seguirono duri combattimenti, ma pur vittoriosi i prussiani non riuscirono a impedire il ripiegamento delle unità di Rouget alla volta della piazzaforte di Anversa.

## Antefatti
La sconfitta di Napoleone Bonaparte nella battaglia di Lipsia il 16-19 ottobre 1813 provocò un rapido crollo della sfera di dominio francese in Europa; mentre i resti della Grande Armata ripiegavano in disordine oltre il Reno, le armate dei coalizzati si avvicinarono sempre più ai confini del Primo impero francese. All'inizio del novembre 1813 le prime unità coalizzate provenienti dalla Germania fecero capolino al confine con i Paesi Bassi: i territori del vecchio Regno d'Olanda, annesso alla Francia nel 1810, proruppero immediatamente in rivolta, obbligando il locale governatore francese a lasciare Amsterdam per rifugiarsi nella fortezza di Anversa in Belgio. Il 19 novembre il corpo d'armata russo-prussiano del generale Friedrich Wilhelm von Bülow fece il suo ingresso nei Paesi Bassi, assicurandosi ben presto il controllo di gran parte della regione dopo la sua vittoria sui francesi nella battaglia di Arnhem del 30 novembre seguente. Alle operazioni nei Paesi Bassi si unì anche un corpo di spedizione britannico comandato dal generale Thomas Graham, che il 13 dicembre sbarcò a Tholen.

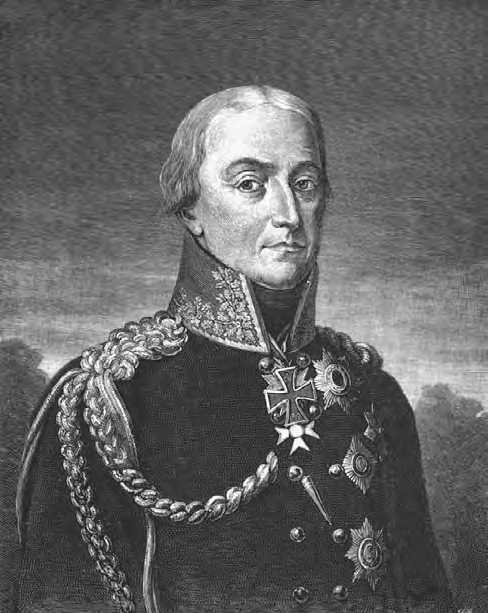
Il generale Bülow in un ritratto di inizio XX secolo

Alla metà di dicembre un contingente di truppe fresche francesi al comando del generale Charles Lefebvre-Desnouettes tentò un contrattacco per riguadagnare alcune delle fortezze olandesi abbandonate in mano al nemico e mettere al sicuro la linea di difesa allestita sul basso corso del Reno; dopo aver inutilmente assediato la fortezza di Breda, il 23 dicembre Lefebvre-Desnouettes apprese che le truppe di Bülow e Graham si erano riunite a Roosendaal e il francese si affrettò a ritirarsi per rinforzare le difese di Anversa. Bülow trascorse gli ultimi giorni del 1813 a mettere al sicuro le sue recenti conquiste, stabilendo anche alcune teste di ponte sulla riva sinistra dei fiumi Waal e Mosa; il prussiano aveva circa 30 000 uomini ai suoi ordini con, schierati alla sua destra, le 8 000 giubbe rosse di Graham impegnate a bloccare la fortezza di Bergen op Zoom, ancora tenuta dai francesi. Bülow era inoltre in attesa alla sua sinistra dei 23 000 soldati russi del generale Ferdinand von Wintzingerode, ancora in arrivo dalla Germania.
Il suo opponente era il generale Nicolas Joseph Maison, che il 21 dicembre era stato nominato comandante in capo delle forze francesi schierate in Belgio, ammontanti a non più di 15 000 uomini impiegabili sul campo; le unità migliori delle forze di Maison erano rappresentate dalla divisione del generale Pierre Barrois, schierata nella zona di Bruxelles, e quella del generale François Roguet, disposta in posizione più avanzata attorno ad Hoogstraten. Lo scopo di Maison, più che altro, era quello di coprire la piazzaforte di Anversa, mantenere le comunicazioni con la guarnigione di Bergen op Zoom e tenere d'occhio i movimenti dei coalizzati.

## La battaglia
Dopo aver atteso che i francesi evacuassero Kleve e Nimega davanti all'avanzata dei russi di Wintzingerode, il 10 gennaio Bülow spinse in avanti il suo corpo d'armata da Breda in direzione delle linee nemiche tra Hoogstraten e Turnhout; il suo scopo era quello di forzare i francesi a ritirarsi verso la protezione delle fortificazioni di Anversa per poi tagliarli fuori, e di guadagnare una solida posizione in cui attendere l'arrivo dei russi. Graham appoggiò l'offensiva del prussiano, muovendo il corpo di spedizione britannico da Roosendaal in direzione di Merksem.
L'11 gennaio le unità prussiane erano in marcia divise in tre colonne: la colonna di sinistra, diretta su Hoogstraten, consisteva nella 5ª Brigata del generale Karl Heinrich Ludwig von Borstell; la colonna centrale, formata dalla 4ª Brigata del generale Heinrich Ludwig August von Thümen, era diretta a Wuustwezel e Loenhout; la colonna di destra infine, agli ordini del generale Adolph Friedrich von Oppen con la 6ª Brigata del generale Karl August Adolf von Krafft e la cavalleria del corpo d'armata, era in marcia su Groot-Zundert allo scopo di aggirare la sinistra dei francesi e tagliare la loro via di ritirata verso Anversa. I britannici di Graham erano all'estrema destra dei prussiani.

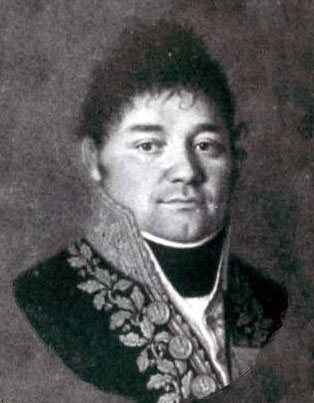
Ritratto di François Roguet, comandante delle forze francesi a Hoogstraten

Alle 08:00 Borstel entrò in contatto con le posizioni francesi a Hoogstraten, che subito attaccò; i francesi di Rouget, messi in allerta dal gran numero di cosacchi che avevano preceduto in avanscoperta l'avanzata dei prussiani, erano pronti a ricevere il nemico: un battaglione era collocato a difesa del villaggio e del cimitero di Minderhout, due battaglioni con quattro cannoni presidiavano la strada per Breda, altri due erano in posizione arretrata ad Oostmalle, un battaglione era sulla strada per Meer e altri due sulla strada per Loenhout. Rouget chiese inoltre il sostegno della brigata del generale Aymard che, posizionata a Turnhout, rappresentava l'estrema ala destra del corpo d'armata di Maison. Ostacolati dal clima pessimo e dal terreno collinare che favoriva i difensori, i prussiani di Borstel furono impegnati fino alle 12:00 in duri combattimenti per il possesso di Minderhout, riuscendo infine ad espugnare il villaggio solo grazie all'arrivo della colonna del generale von Thümen.
Rouget ordinò una ritirata prima verso Oostmalle e quindi verso Westmalle, dove sperava di ricongiungersi alle unità di Aymard in arrivo da Turnhout; dopo aver occupato l'abitato di Hoogstraten Borstell, le cui perdite ammontavano a 16 ufficiali e 500 soldati morti o feriti, rimase per un'ora fermo sulle sue posizioni prima di mettersi in marcia all'inseguimento dei francesi, in attesa che le altre colonne prussiane, rallentate dalle strade ricoperte di ghiaccio, raggiungessero il suo stesso livello. Nel mentre, la colonna di von Thümen era riuscita a scacciare senza troppi problemi gli schermagliatori francesi dai villaggi di Loenhout e Wuustwezel; il prussiano mosse quindi sulla posizione occupata dalla brigata di Aymard, che rifiutò lo scontro e ripiegò in direzione di Lier.
La colonna di von Oppen era stata notevolmente ostacolata dalle strade ghiacciate che rendevano ardui, in particolare, i movimenti della sua cavalleria, e aveva dovuto deviare dalla rotta prevista dirigendo su Roosendaal, Essen e Kalmthout allungando la sua marcia di più di cinque ore; fu solo alle 17:00 che von Oppen raggiunse Wuustwezel, già occupata dalle truppe di von Thümen: ciò rese impossibile l'intento originario di Bülow, e i francesi di Rouget sfuggirono al tentativo di aggiramento dei prussiani ripiegando con successo verso Anversa.

## Conseguenze
Confidando nel fatto che la popolazione di Anversa si sarebbe sollevata contro i francesi come nei Paesi Bassi, Bülow mosse sulla città e il 13 gennaio i prussiani sostennero un altro duro scontro con i francesi a Merksem e Wijnegem; il totale delle due battaglie dell'11 e del 13 gennaio costò al corpo d'armata di Bülow tra le 600 e le 700 perdite, mentre da parte francese si contò circa un migliaio di morti e feriti.
L'azione di Merksem disilluse Bülow sui suoi piani per Anversa: la guarnigione francese della città appariva determinata a resistere, e le fortificazioni della piazza erano troppo formidabili per le truppe prussiane, che difettavano quasi completamente degli equipaggiamenti necessari per porre l'assedio alla città. Preoccupato dal fatto che Maison stava ammassando truppe a Lier, da cui poteva facilmente minacciare il fianco scoperto dei prussiani bloccati davanti ad Anversa, il 14 gennaio Bülow ordinò una ritirata su Hoogstraten e Breda limitandosi a mantenere un labile blocco nei confronti di Anversa.